# Nyálkahártyához kapcsolódó limfoid szövet
A  nyálkahártyához kapcsolódó limfoid szövet (mucosa-associated lymphoid tissue – MALT) kis limfoid szövetek diffúz rendszere, amely a test különböző helyein található például az emésztőrendszerben, a pajzsmirigyen, a mellekben, a tüdőben, a nyálmirigyekben, a szemen és a bőrön.
Főként T-sejtek alkotják, amelyek úgy helyezkednek el, hogy képesek legyenek találkozni azokkal az antigénekkel, amelyek átjutnak a nyálkahártya epitéliumán.
Ezen kívül B-sejtek, plazmasejtek, aktivált TH-sejtek és makrofágok is megtalálhatók bennük.

## Részei
A  MALT a következő kisebb részekre osztható:
- GALT (Bélhez kapcsolódó limfoid szövet. Peyer-plakkok  vékonybélben)
- BALT (bronchus-asszociált lymphoid szövet)
- NALT (orr-asszociált lymphoid szövet)
- LALT (gége-asszociált lymphoid szövet)
- SALT (bőr-asszociált lymphoid szövet)
- VALT (ér-asszociált lymphoid szövet - artériákban)
- CALT (kötőhártya-asszociált lymphoid szövet - a szemben)

## Szerep
A MALT fontos szerepet játszik a nyálkahártyák immunitásában.
Limfóma alakulhat ki rajta, általában non-Hodgkin limfóma.
Különleges eset a MALT-limfóma, melyet a gyomorban elszaporodott Helicobacter pylori baktériummal hoznak összefüggésbe.

## Külső hivatkozások
- MALT resource page - Patients Against Lymphoma
- Maltoma Archiválva 2011. július 19-i dátummal a Wayback Machine-ben